# Strigapoderopsis callosicollis
Strigapoderopsis callosicollis is een keversoort uit de familie bladrolkevers (Attelabidae). De wetenschappelijke naam van de soort werd in 1925 gepubliceerd door Hustache.